# The Marriage Circle
The Marriage Circle is een Amerikaanse filmkomedie uit 1924 onder regie van Ernst Lubitsch.

## Verhaal
Prof. Josef Stock en zijn vrouw Mizzi hebben steeds ruzie. Mizzi is verliefd op Dr. Franz Braun, die getrouwd is met Charlotte. Op haar is Dr. Gustav Mueller verliefd. Door een misverstand denkt zij dat haar man verliefd is op Miss Hofer.

## Rolverdeling
| Acteur         | Personage          |
| -------------- | ------------------ |
| Monte Blue     | Dr. Franz Braun    |
| Florence Vidor | Charlotte Braun    |
| Creighton Hale | Dr. Gustav Mueller |
| Adolphe Menjou | Prof. Joseph Stock |
| Marie Prevost  | Mizzi Stock        |
| Esther Ralston | Miss Hofer         |